# Nylands förbund

Nylands landskapsvapen.

Nylands förbund (finska: Uudenmaan liitto) är ett av Finlands landskapsförbund, en samkommun som består av 26 kommuner. Till förbundets viktigaste uppgifter hör bland annat planläggningen av landskapet och uppgifter i anslutning till regionutvecklingen. Landskapsfullmäktige och -styrelsen ansvarar för beslutsfattandet.
Den högsta beslutanderätten innehas av landskapsfullmäktige som valts av medlemskommunerna. Det praktiska arbetet leds av landskapsstyrelsen, som fullmäktige väljer enligt de politiska styrkeförhållandena.
I landskapsfullmäktige sitter 83 medlemmar och i styrelsen 15 medlemmar.
Nylands förbunds historia går tillbaka till år 1934, då den första föregångaren till det nuvarande förbundet, Nylands landskapsförbund, grundades för att värna om hembygdskänslan.

## Medlemskommunerna
Nylands förbunds medlemskommuner är Askola, Borgnäs, Borgå, Esbo, Grankulla, Hangö, Helsingfors, Hyvinge, Högfors, Ingå, Kervo, Kyrkslätt, Lappträsk, Lojo, Lovisa, Mäntsälä, Mörskom, Nurmijärvi, Pukkila, Raseborg, Sibbo, Sjundeå, Träskända, Tusby, Vanda och Vichtis.

## Nylandsdagen
Nylandadagen är en festdag som bjuder in invånarna och lokala aktörer till att njuta av kultur, möten och närnatur tillsammans. Första gången ordnades Nylandsdagen av Nylands förbund och nyländska kommuner 21 maj 2024.